# L'Orgue (film)
Pour les articles homonymes, voir Orgue.
Pour plus de détails, voir Fiche technique et Distribution.
L'Orgue (Organ) est un film slovaque de Štefan Uher tourné aux studios Filmové Studio de Bratislava, sorti en 1965, avec Albert Augustiny, Alexander Bitto, Hana Maciuchová et Jan Bartko.

## Synopsis
Au cours de la Seconde Guerre mondiale, un jeune déserteur polonais se réfugie dans un monastère franciscain dont l'abbé ne tarde pas à remarquer ses dons musicaux. Il devient rapidement l'organiste officiel à l'église du village, ce qui éveille à la fois émerveillement et rancœurs. Sa virtuosité va faire voler en éclats le calme de cette petite ville qui s'accommodait tant bien que mal de la gouvernance fasciste imposée par l'époque. Les rapports tendus entre les autorités locales et l'abbé, qui entend répandre la divine beauté musicale sur la population, engendre des conflits dramatiques.
Le film a été interdit pendant une quinzaine d'années en Slovaquie.

## Fiche technique
- Titre : L'Orgue
- Titre original : Organ
- Réalisation : Štefan Uher
- Scénario : Alfonz Bednár
- Musique : Ján Zimmer
- Photographie : Stanislav Szomolányi
- Montage : Maximilián Remen
- Société de production : Filmové Studio Bratislava
- Pays :  Tchécoslovaquie
- Langue originale : slovaque
- Genre : Drame
- Durée : 92 minutes
- Dates de sortie : 
  -  Tchécoslovaquie : 22 janvier 1965

## Distribution
- František Bubík : Le chef de chorale
- Alexander Březina : Félix (le réfugié)
- Kamil Marek : Le franciscain
- Irma Bárdyová : Bachňáková
- Hana Maciuchová : Nella